# Amr Moussa
Amr Moussa (árabe: عمرو موسى), (Cairo, 3 de outubro de 1936) foi secretário-geral da Liga Árabe desde Junho de 2001 até Junho de 2011.
Natural do Egipto, é formado em Direito pela Universidade do Cairo. Em 1958 tornou-se funcionário público no Ministério do Negócios Estrangeiros e em 1967 tornou-se embaixador egípcio na Índia.
Entre 1991 e 2001 foi Ministro dos Negócios Estrangeiros do Egipto. Durante este período foi crítico da posição dos Estados Unidos no conflito israelo-árabe, nomeadamente em relação ao que considera ser o apoio incondicional dos Estados Unidos a Israel. No entanto, apoiou os Acordos de Oslo de 1993 que levaram ao estabelecimento da Autoridade Nacional Palestiniana. Durante a sua estadia no ministério procurou também estreitar as relações do seu país com a Síria e a Jordânia.
Figura popular no mundo árabe, foi eleito de forma consensual no cargo de secretário-geral da Liga Árabe em 2001.
Em 2004 uma comunidade na Internet recolheu milhares de assinaturas nas quais se pediam a sua candidatura às eleições egípcias de 2005, mas não houve qualquer tipo de reação da sua parte.